# Quanta Plus
Quanta Plus (Quanta+) es una herramienta para el desarrollo de páginas web originalmente diseñado para el proyecto KDE y luego continuado por Trinity Desktop Environment. La versión 14.0.12 añade soporte completo para HTML5.

## Características
- Usa KIO para FTP, SSH (con FISH) y soporta otros protocolos.
- Asistentes para creación de tablas, enlaces y páginas en blanco.
- Resaltado de sintaxis de HTML, Javascript, CSS y varios más.
- Contiene un analizador que informa acerca de la correcta creación de nuestras páginas.
- Soporta plugins a través de KParts por defecto son: Konsole, KImageMapEditor, KLinkStatus, Cervisia (CVS) y KFileReplace.
- Previsualización: Los documentos pueden ser previsualizados dentro de la aplicación usando el motor KHTML. Es possible preprocesar los documentos a través de un servidor web antes de previsualizar.